# Țarskoe Selo

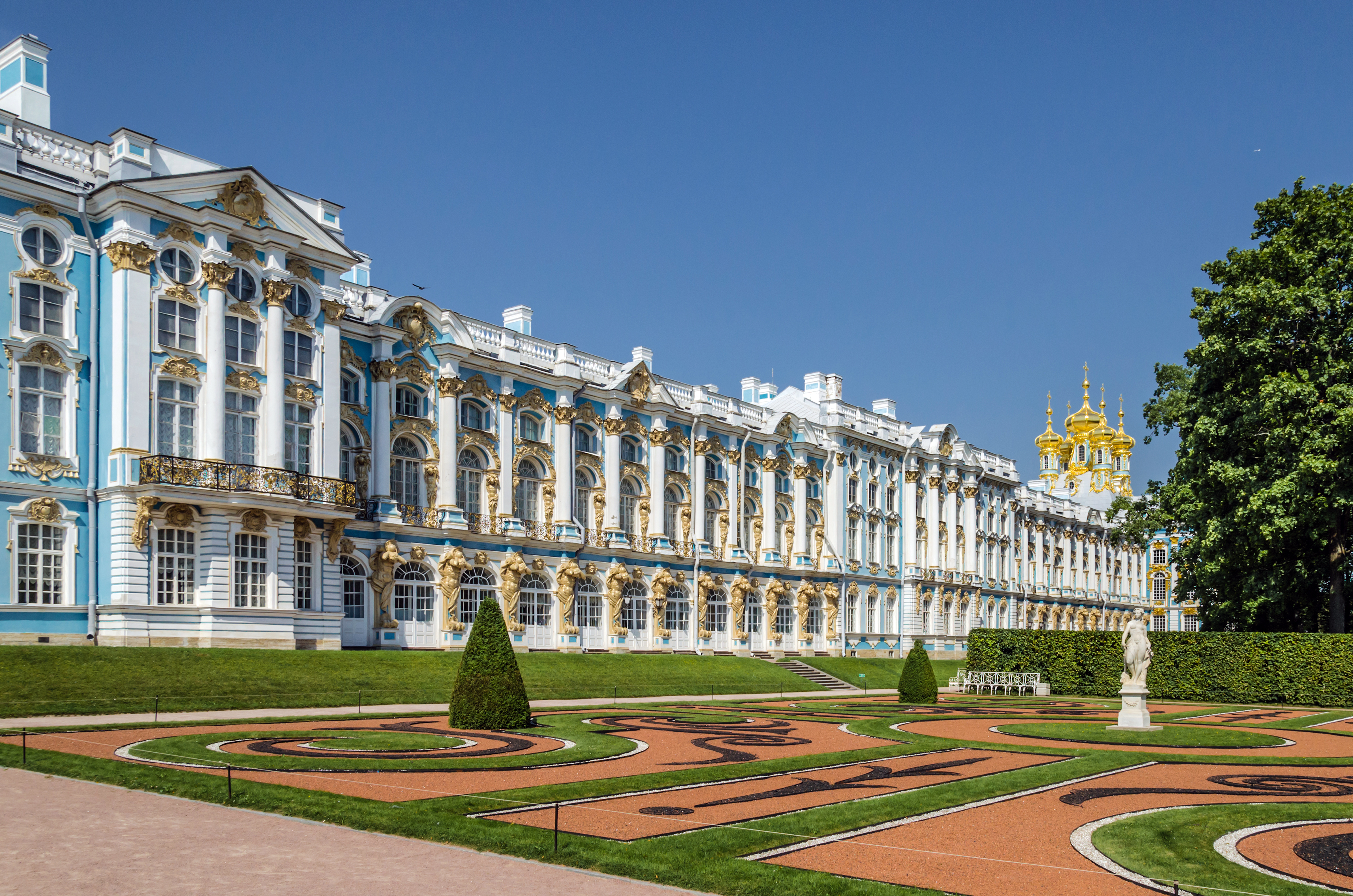
Palatul Caterina și Parcul

Țarskoe Selo (rusă Ца́рское Село́, "Satul Țarului") a fost orașul care conținea o fostă reședință rusă a familiei imperiale și a nobilimii vizitatoare, aflată la 24 km sud de orașul Sankt Petersburg. Acum face parte din orașul Pușkin. Țarskoe Selo formează unul dintre siturile Patrimoniu Mondial din Sankt Petersburg și grupuri similare de monumente. În perioada sovietică era cunoscută sub numele de Dețkoye Selo.

## Galerie

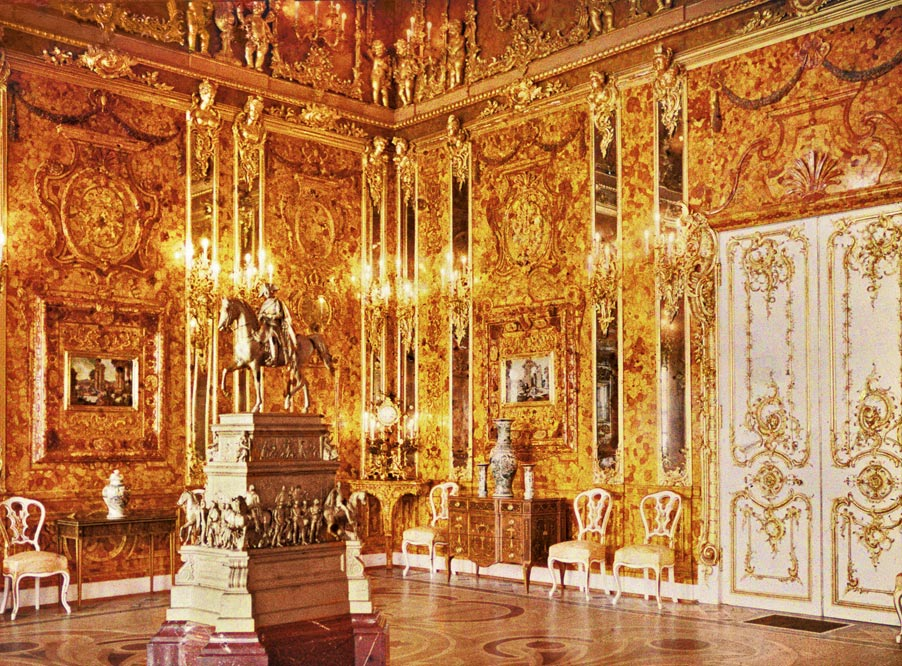
Palatul Caterina, Camera de chihlimbar din 1917.
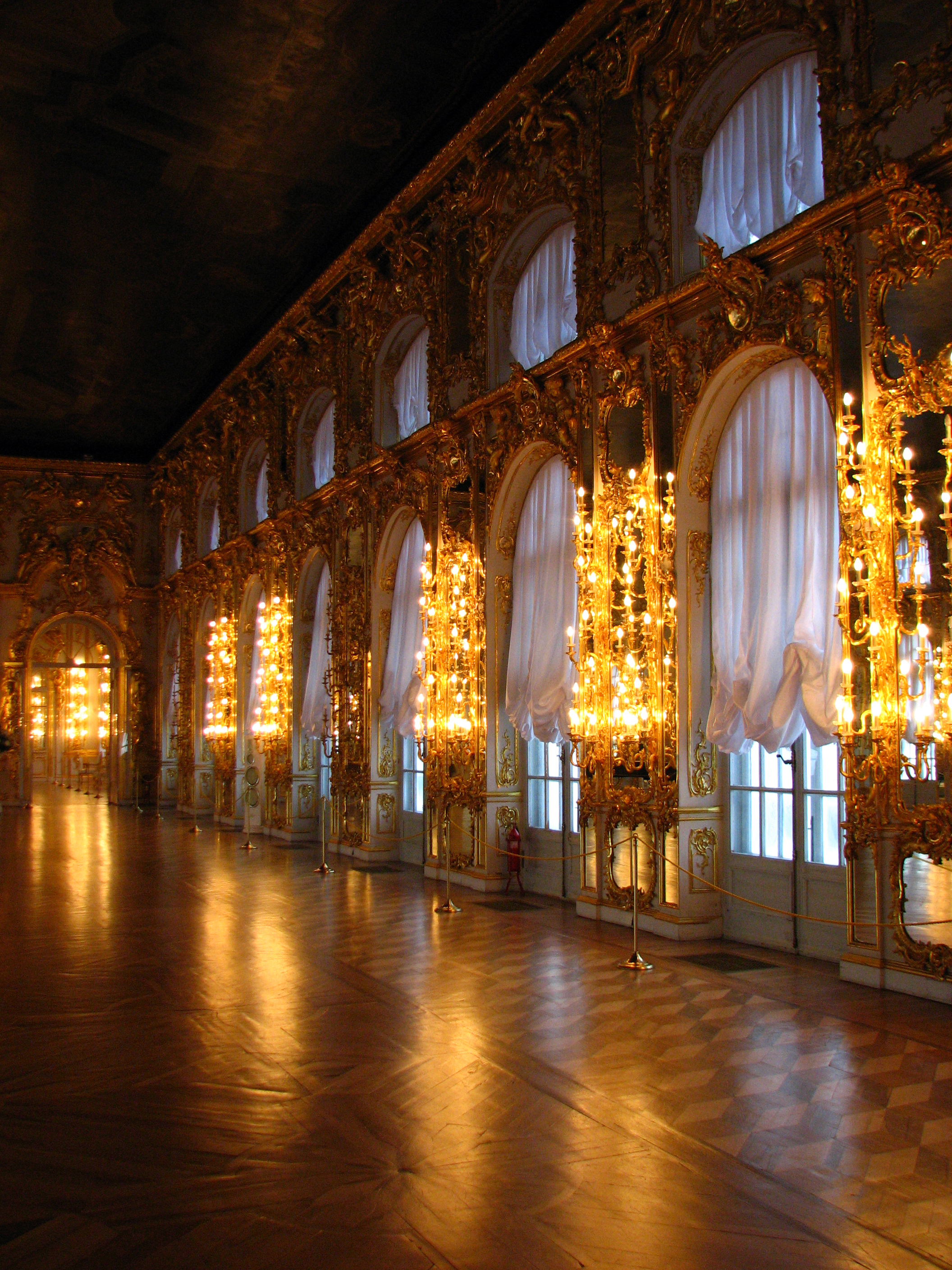
Palatul Caterina, Marea Sală.
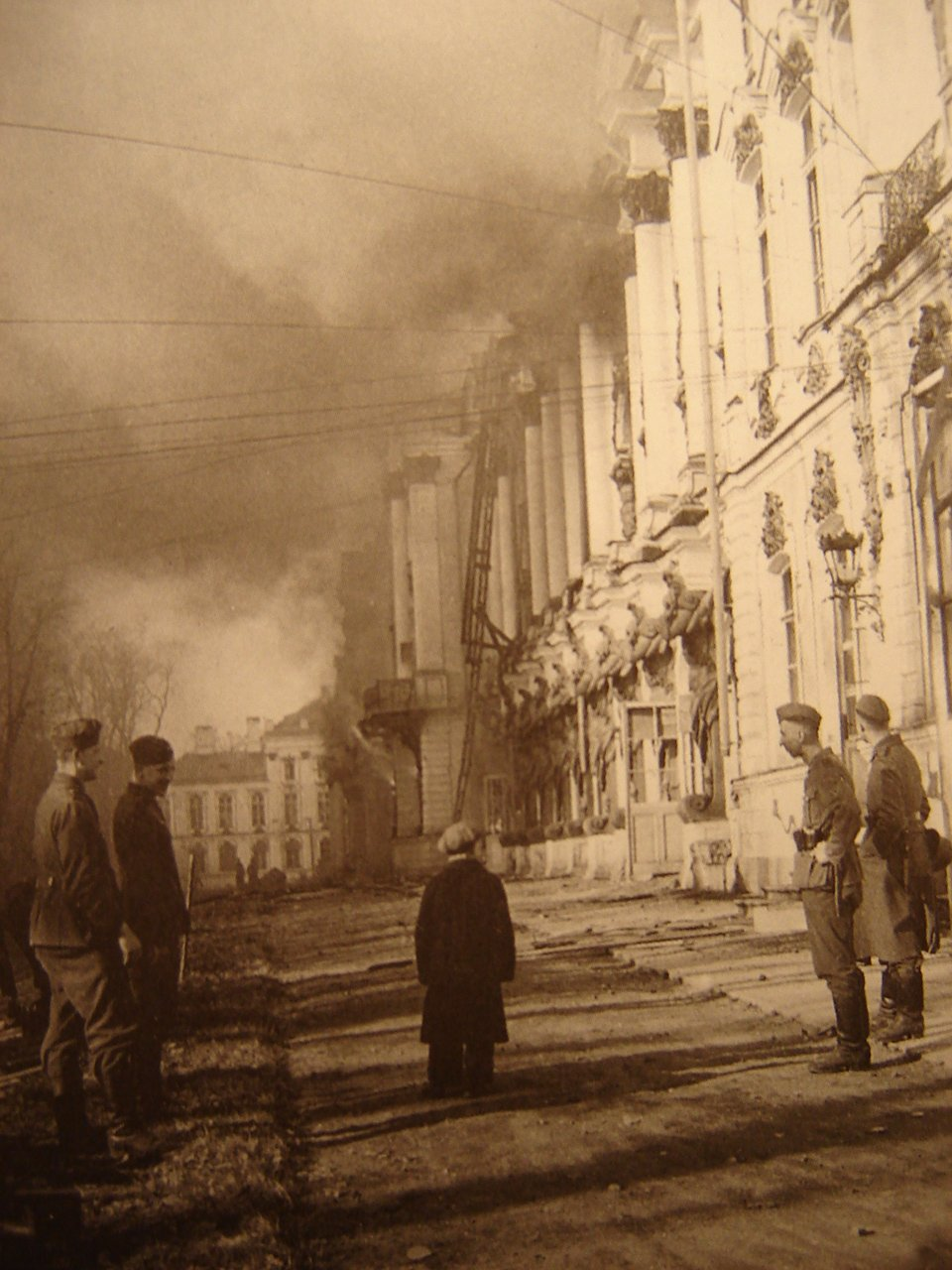
Foc la Palatul Caterina 1942
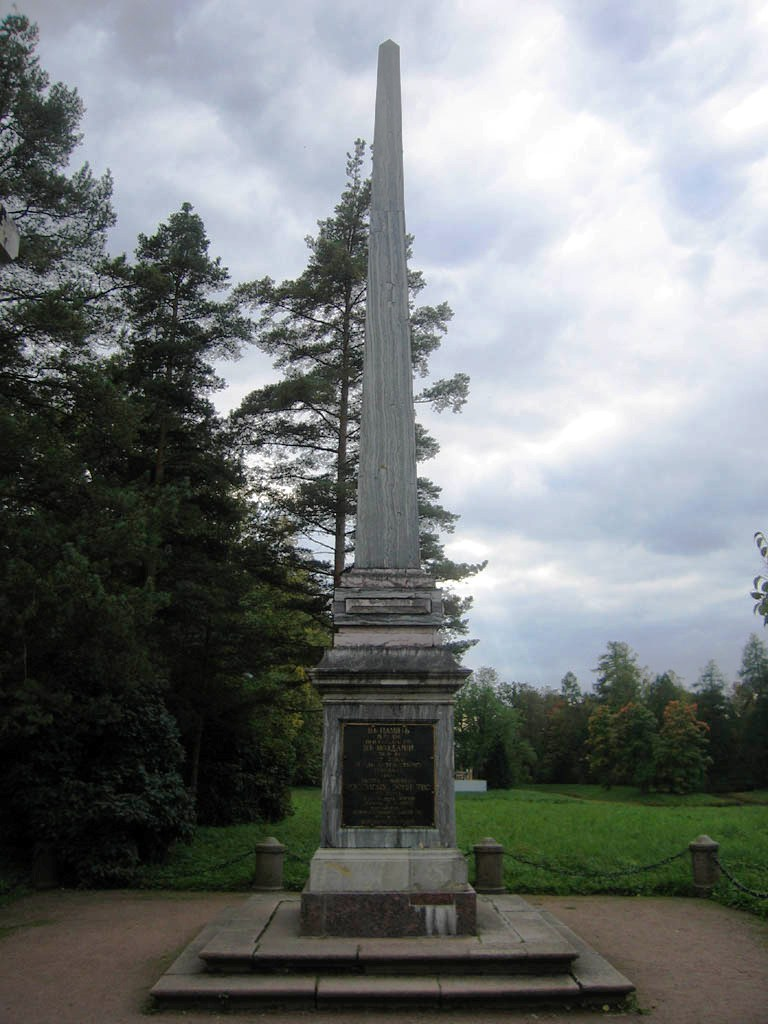
Obeliscul Cahul
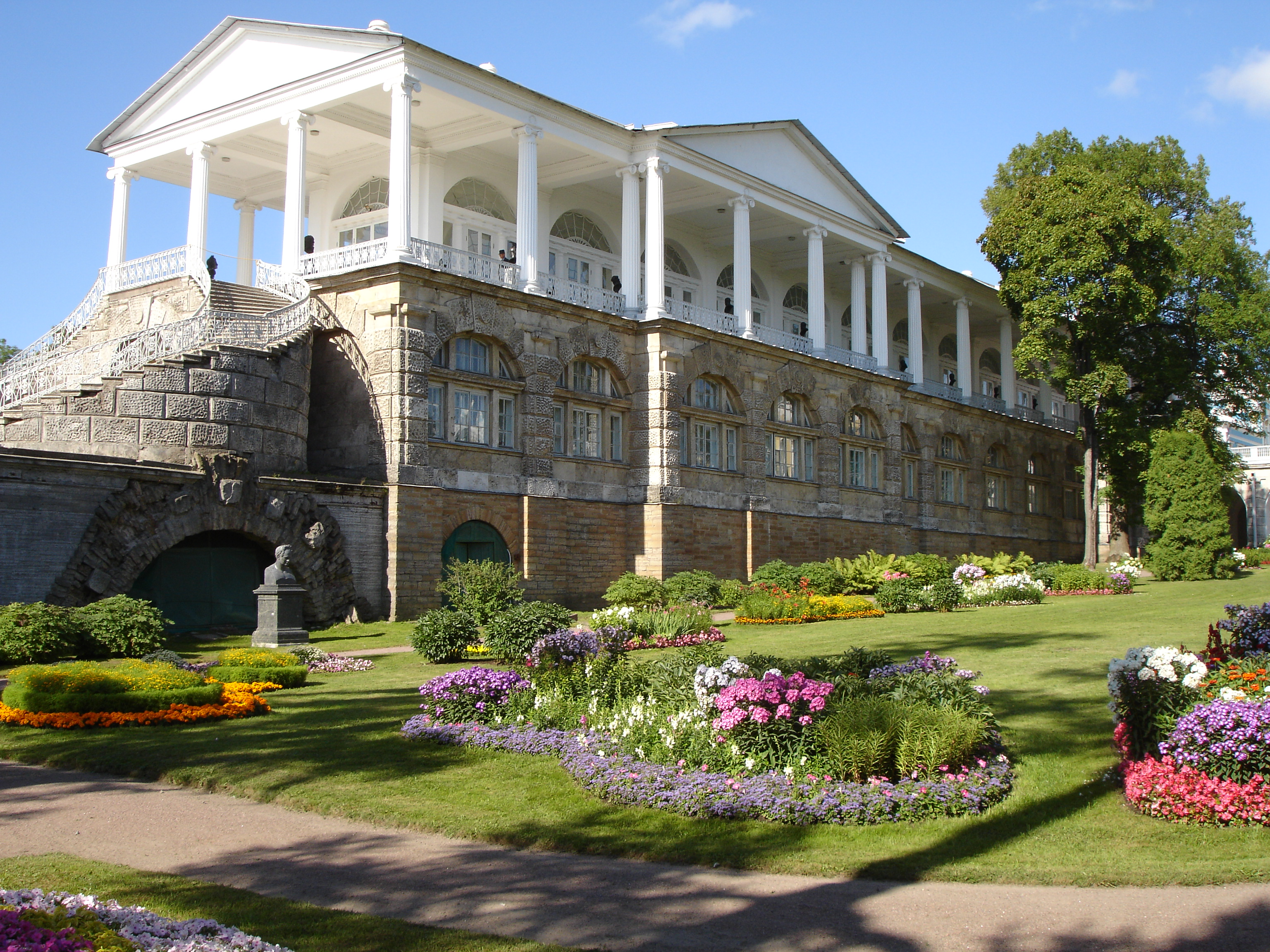
Galeria Cameron Palatul Catherine
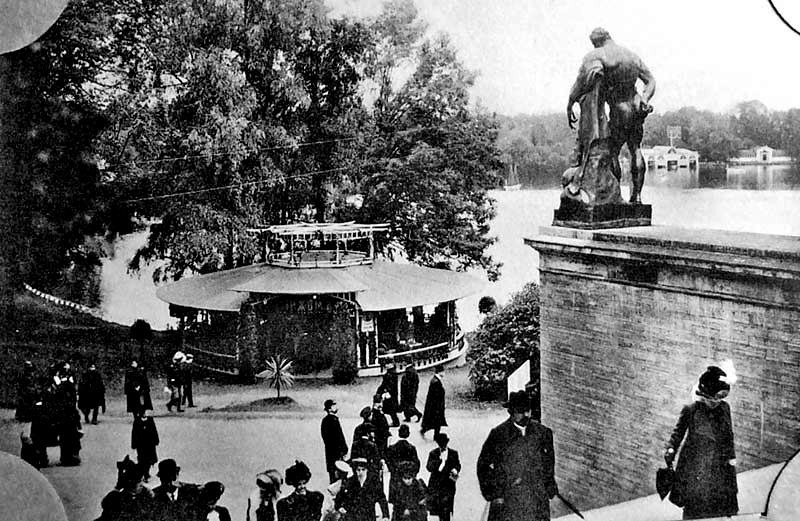
Expoziție jubiliară pentru cea de-a 200-a aniversare a lui Țarskoie Selo 1911
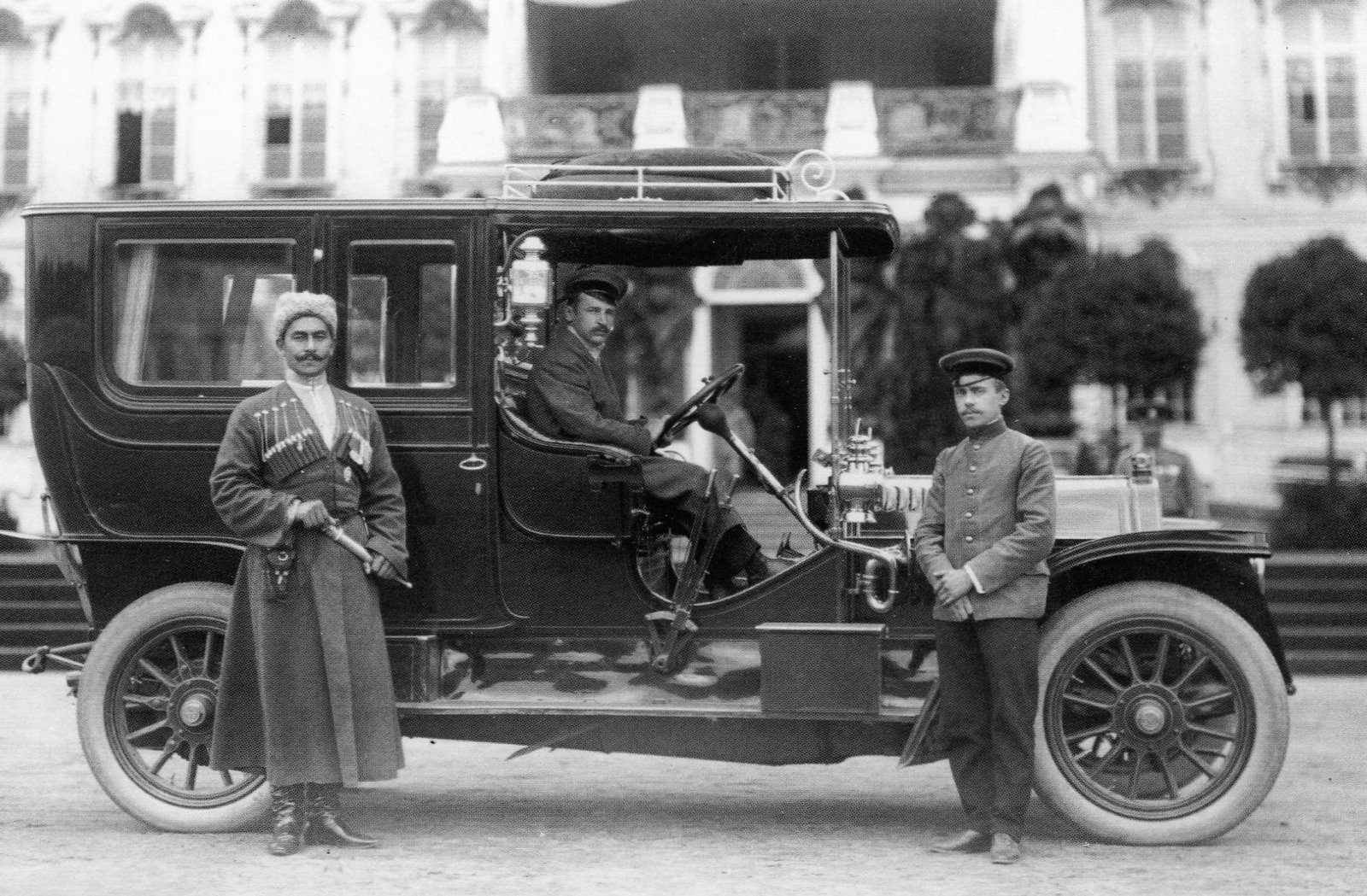
Palatul Caterina la intrarea principală, 9 septembrie 1911. Adolphe Kégresse , așezat în spatele volanului "Benzului" Imperial.
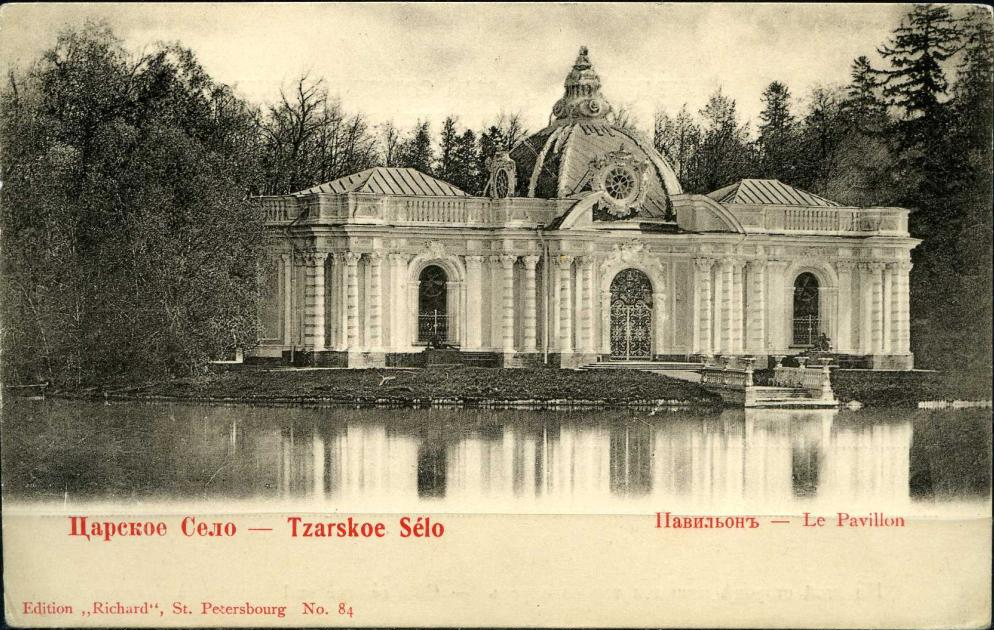
Parcul Caterina, Pavilionul "Grota" din 1910
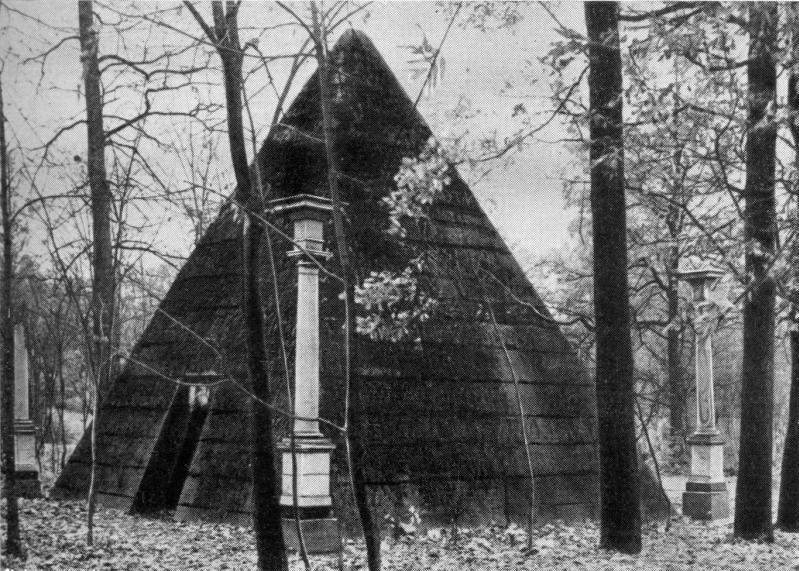
Parcul Caterina, Piramidă 1910
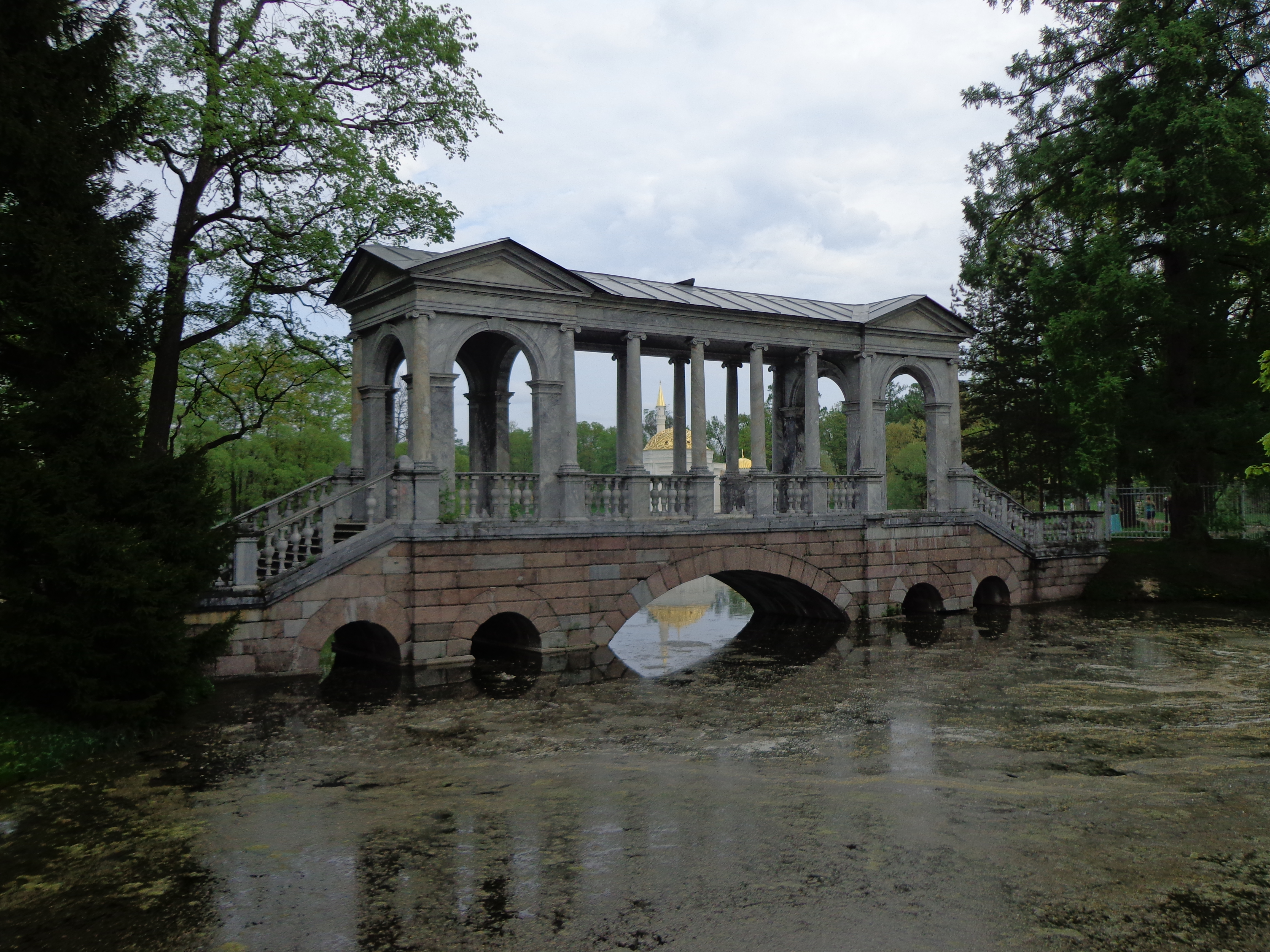
Parcul Caterina, Podul Palladian
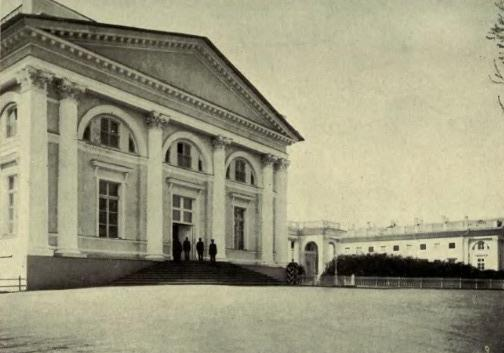
Palatul Alexander 1918
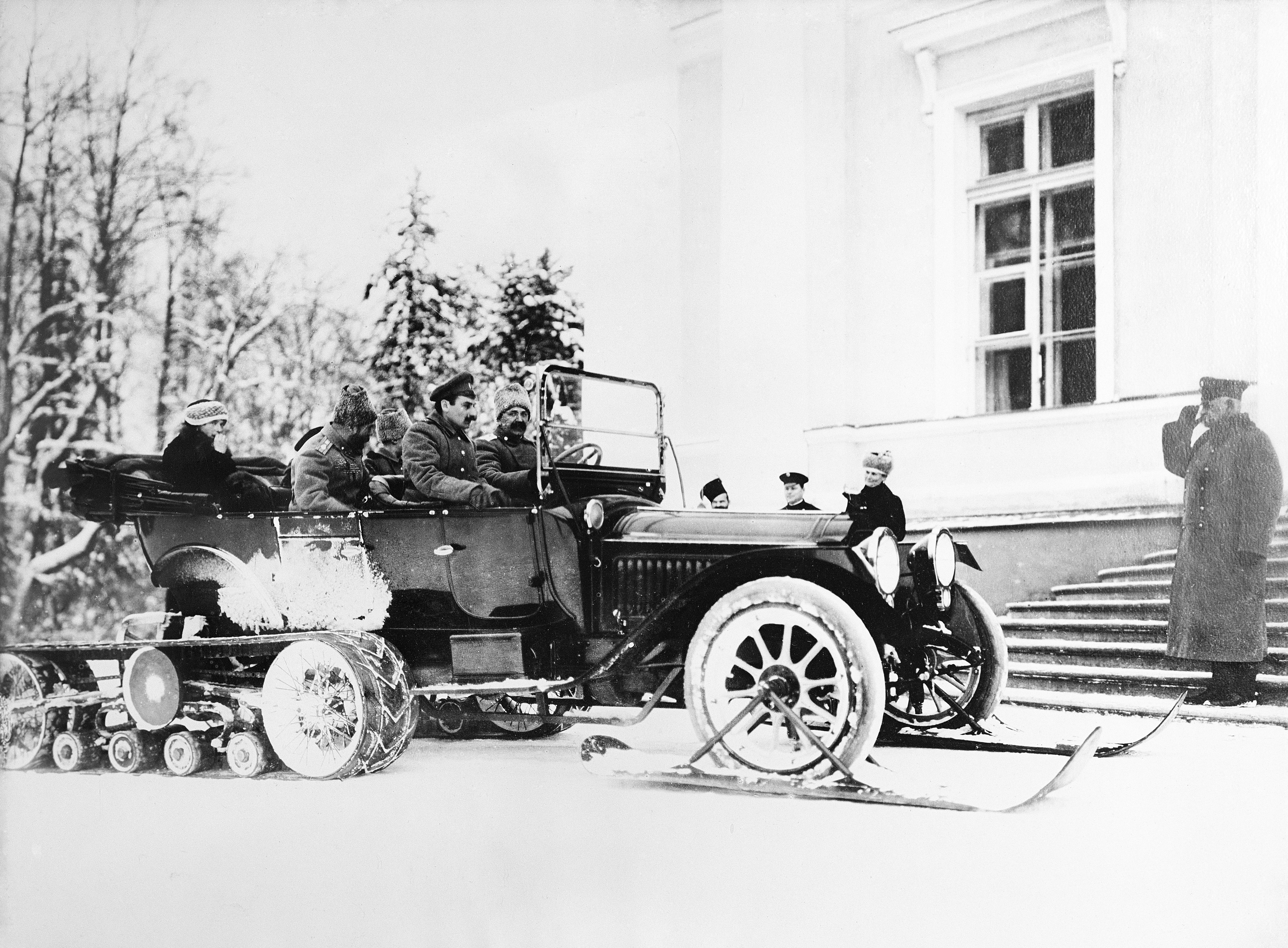
Stația Kegresse în afara Palatului Alexandru, în 1914
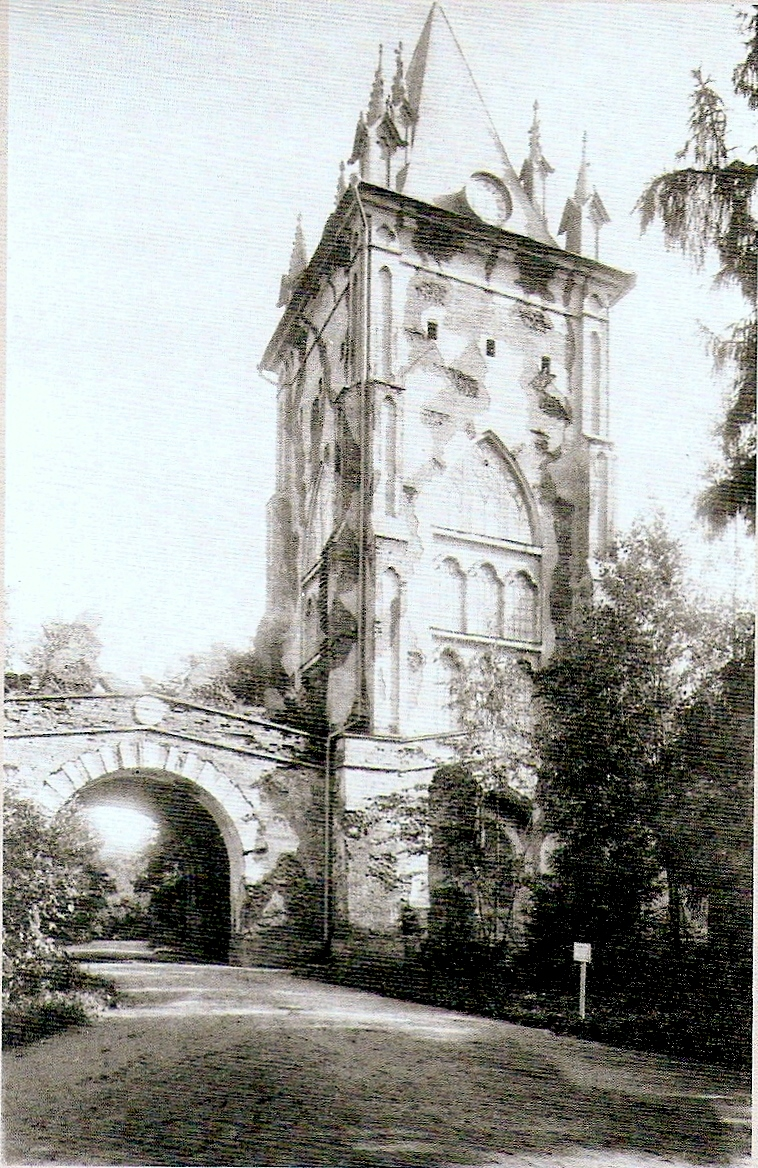
"Capela" în Alexander Park. 1897
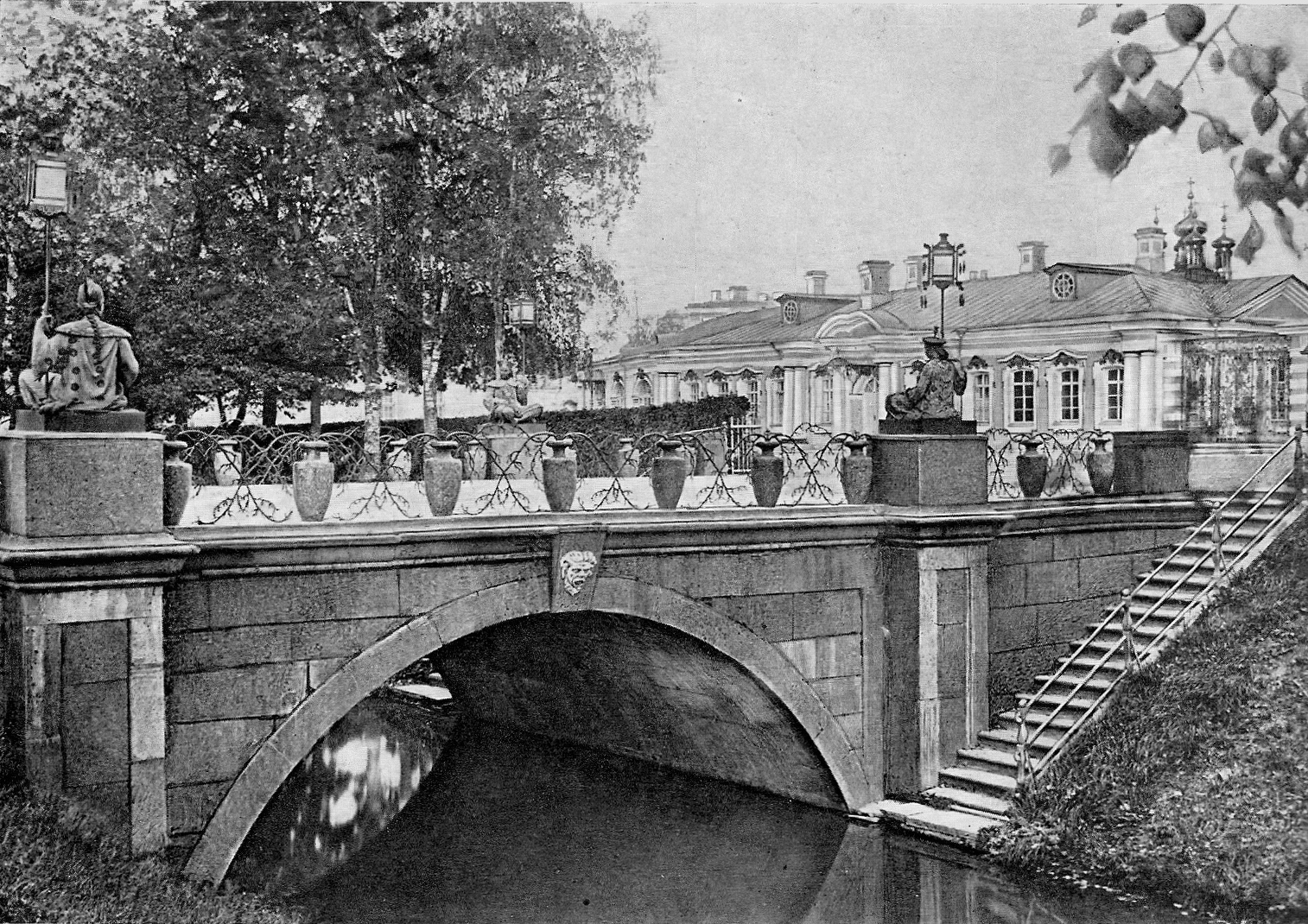
Podul mare chinezesc din Alexander Park 1910
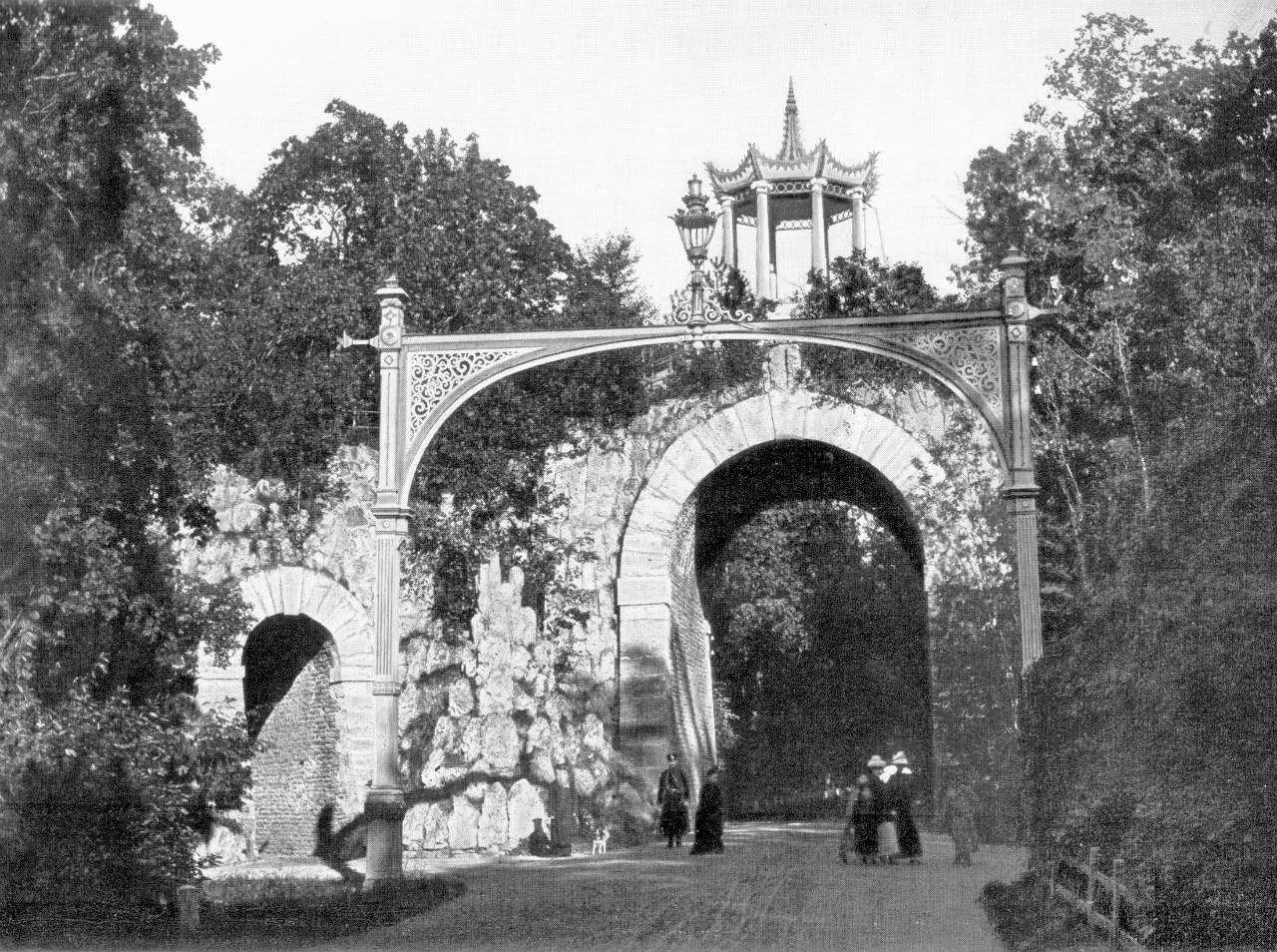
"Grand Caprice" în Alexander Park 1911
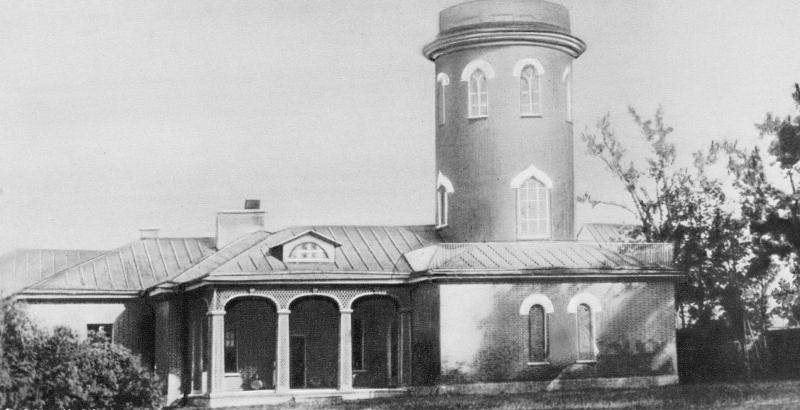
Amenajarea unei ferme cu un turn în Alexander Park. 1910
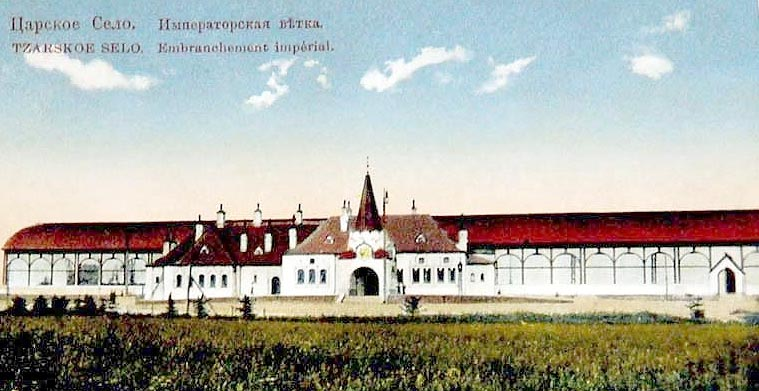
Țarskoe Selo Stația Imperială/ Stația Împăratului din orașul Pușkin 1910

## Vezi și
- Tratatul de la Țarskoe Selo
- Gara Împăratului
- Adolphe Kégresse

## Legături externe
- Tsarskoye Selo, Pushkin town, historical facts of the city, map, local weather, directions from St. Petersburg
- The State Museum of Tsarskoye Selo Arhivat în 16 noiembrie 2018, la Wayback Machine.
- Alexander Palace Time Machine The Alexander Palace Time Machine
- Tsarskoye Selo in 1910 – a guide to the Palaces, Park and Town Arhivat în 29 septembrie 2007, la Wayback Machine.
- Photo Tours of Tsarskoe Selo
- Last Days at Tsarskoe Selo Last Days at Tsarskoe Selo by Count Paul Beckendorff
- Photographic views of Tsarskoye Selo, c. 2002 Arhivat în 3 martie 2016, la Wayback Machine. The Nostalgic Glass
- Tsarskoye Selo Photos Iconicarchive Gallery
- Bernard DeCou's colored photos of Tsarskoye Selo, c. 1931